# مارتین والزر
مارتین والزر (به آلمانی: Martin Johannes Walser) (زاده ۲۴ مارس ۱۹۲۷ – درگذشته ۲۶ ژوئیه ۲۰۲۳) نویسنده معاصر آلمانی بود. وی دانش‌آموخته دانشگاه «توبینگن» و «رگنزبورگ» در رشته ادبیات، فلسفه و تاریخ بود.

## زندگینامه
سال‌های ۱۹۴۹–۱۹۵۷ میلادی به عنوان کارگردان تلویزیون جنوب آلمان به اجرای برنامه‌های مختلف اشتغال داشت و سپس به کار نویسندگی پرداخت.
آثار او ابتدا پیرامون جامعه مرفه آلمان بعد از جنگ، مانند رمان «ازدواج های فیلیپس بورگ» که در سال ۱۹۵۷ میلادی به رشته تحریر در آورد، دور می‌زند. تصویر لحظه‌ای و انتقادی از قشر متوسط و پیوند آن به شخصیت‌های رمانش که بدون پرده فساد اخلاقی جامعه را منعکس می‌کنند، از ویژگی‌های والزر است، مانند رمانهای «نیم وقت» ، «اسب یک شاخ»(۶) و «سقوط»(۷).
در پایان سال‌های هفتاد والزر به خلق رمانهای تک شخصیتی و اختلاف بین زن و شوهر پرداخت که در رمان «اسب فراری» به تصویر کشیده‌است.
رمانهای دیگر این نویسنده به نام «دفاع از دوران کودکی»(۹) و «فواره»(۱۰) داستان هائی از تاریخ معاصر آلمان؛ رمان «بدون یکدیگر»(۱۱) طنز نامه‌ای در باره رسانه‌های گروهی است. در رمان «شرح حال عشق»(۱۲) مارتین والزر باز هم روایتی از سرنوشت فردی یک زن و پیوند هنرمندانه آن با روند تاریخ اجتماعی کشورش به نثر کشیده‌است.
جنجالی‌ترین رمان والزر داستان «مرگ یک منقد»(۱۳) است که به عنوان ضد یهود(۱۴) مورد انتقاد بعضی محافل واقع شد. والزر با قلمی هنرمندانه مشاهیری مانند فرانتس کافکا، گئورگ بوشنر و فریدریش هولدرلین را به نقد گرفته‌است. زبان مارتین والزر در روند ادبی خود به لحاظ تغییر لایه‌های گفتاری و طنز پوشیده، به جذابیت خاصی دست یافته‌است.
والزر بیشترین جوایز ادبی، من جمله جایزه گئورگ بوشنر، در سال ۱۹۸۱ میلادی و جایزه صلح انتشارات کتاب در آلمان، در سال ۱۹۹۸ را به دست آورد. سخنرانی وی در مراسم اهدای این جایزه که بخشی از آن به انتقاد از برخورد به تاریخ گذشته آلمان تخصیص داشت باعث ایجاد بحثی شدید در افکار عمومی شد که به «گفتمان والزر- بوبیز»(۱۵) معروف است.

## آثار ترجمه شده
«ازدواج های فیلیپس بورگ» با ترجمهٔ اژدر انگشتری توسط نشر بیدگل در سال ۱۳۹۹ منتشر شده است.
کتاب آخرین پیچ را هم سال ۹۶ انتشارات کوله پشتی منتشر کرده است.

## نمایش‌نامه‌های سیاسی
- ۱- Eiche und Angora /۱۹۶۲
- ۲- Die Zimmerschlacht /۱۹۶۷
- ۳- Ein Kinderspiel /۱۹۷۰
- ۴- Aus dem Wortschatz unserer Kämpfe /۱۹۷۱
- ۵- Das Sauspiel /۱۹۷۵
- ۶- Die Ohrfeige /۱۹۸۶

## رسالات ادبی- علمی- سیاسی
- ۱- Heimatkunde /۱۹۶۸
- ۲- Wie und wovon handelt Literatur /۱۹۷۳
- ۳- Über Deutschland reden /۱۹۸۸، erweitert /۱۹۹۰

## آثار دیگر والزر
- ۱- Lügengeschichten /۱۹۶۴
- ۲- Die Gallistl'sche Krankheit /۱۹۷۲
- ۳- Jenseits der Liebe /۱۹۷۶
- ۴- Das Schwanenhaus /۱۹۸۰
- ۵- Brief an Lord Liszt /۱۹۸۲
- ۶- Gesammelte Geschichten /۱۹۸۳
- ۷- Brandung /۱۹۸۵
- ۸- Meßmers Gedanken /۱۹۸۵
- ۹- Jagd /۱۹۸۸

## رمان
- ۱- Dorle und Wolf /۱۹۸۷

## درام
- ۱- Der schwarze Schwan /۱۹۶۴
- ۲- Überlebensgroß Herr Krott /۱۹۶۴
- ۳- In Goethes Hand. Szenen aus dem ۱۹. Jaahrhundert /۱۹۸۲
- ۴- Nero lässt grüßen oder Selbstporträt des Künstlers als Kaiser /۱۹۸۹
- ۵- Ein Melodram /۱۹۸۹
- ۶- Alexander und Annette /۱۹۸۹
- ۷- Ein innerer Monolog /۱۹۸۹
- ۸- Kaschmir in Parching /۱۹۹۵
- ۹- Szenen aus der Gegenwart /۱۹۹۵

## سخنرانی، مقالات، رسالات
- ۱- Liebeserklärungen /۱۹۸۳
- ۲- Heilige Brocken /۱۹۸۶
- ۳- Vormittag eines Schriftstellers /۱۹۹۴

## نمایش‌نامه رادیوئی
- ۱- Tassilo, ۶ Teile /۱۹۹۱، verfilmt